# بطارية الزنك والبروم
بطارية زنك-بروم هي نوع من أنواع بطاريات التدفق الهجينة. تتألف هذه البطارية من قطبين مصنوعين من عنصري الزنك والبروم؛ والكهرليت هو محلول من بروميد الزنك.

## التفاعلات
على القطب السالب:
{\displaystyle {\ce {Zn_{(s)}<=>{Zn^{2}+}_{(aq)}+2e^{-}}}}
على القطب الموجب:
{\displaystyle {\ce {{Br2_{(aq)}}+2e^{-}<=>{2Br^{-}}_{(aq)}}}}
بالتالي يكون التفاعل الكلي على الشكل:
{\displaystyle {\ce {{Zn_{(s)}}+Br2_{(aq)}<=>{2Br^{-}}_{(aq)}+{Zn^{2}+}_{(aq)}}}}
يبلغ فرق الجهد الكهربائي النظري مقدار 1.83 فولت. تتراوح كثافة الطاقة في هذه البطارية بين 60-85 واط.ساعة/كغ.